# Swayfield
Swayfield är en ort och civil parish i Storbritannien.   Den ligger i grevskapet Lincolnshire och riksdelen England, i den sydöstra delen av landet, 150 km norr om huvudstaden London. Swayfield ligger 93 meter över havet och antalet invånare är 338.
Terrängen runt Swayfield är platt, och sluttar österut. Runt Swayfield är det ganska tätbefolkat, med 139 invånare per kvadratkilometer. Närmaste större samhälle är Bourne, 10,4 km öster om Swayfield. Trakten runt Swayfield består till största delen av jordbruksmark.